# 11e Golden Globe Awards
De 11e Golden Globe Awards, waarbij prijzen werden uitgereikt in verschillende categorieën voor de beste Amerikaanse films van 1953, vond plaats in 22 februari 1954 in het Hollywood Roosevelt Hotel in Los Angeles, Californië.

## Winnaars
- Beste acteur - Best Actor - Drama
  - Spencer Tracy, The Actress[1]
- Beste acteur - Best Actor - Musical of Komedie
  - David Niven, The Moon is Blue
- Beste actrice - Best Actress - Drama
  - Audrey Hepburn, Roman Holiday
- Beste actrice - Best Actress - Musical of Komedie
  - Ethel Merman, Call Me Madam
- Beste regisseur - Best Director
  - Fred Zinnemann, From Here to Eternity
- Beste film - Best Picture
  - The Robe